# Joe Morton
Joseph Thomas Morton Jr., detto Joe (New York, 18 ottobre 1947), è un attore, cantante e tastierista statunitense.

## Biografia
Nasce nel Bronx, quartiere di New York, da Evelyn, una segretaria, e Sir Joseph T. Morton, un ufficiale dell'esercito morto quando aveva 10 anni. Per via della professione del padre, trascorre parte della sua infanzia nella Germania del nord e in Okinawa. Frequenta l'Università di Hofstra di New York; è stato sposato dal 1984 al 2006 con la designer Nora Chavooshian con la quale ha due figlie, Hopi e Seta, e un figlio, Ara.
Attualmente è impegnato con Christine Lietz.

## Carriera
Debutta a Broadway nel musical Hair, per cui viene nominato per un Tony Award. Nella sua carriera ha recitato in oltre settanta film, fra cui Terminator 2 - Il giorno del giudizio (nel ruolo del dottor Miles Bennett Dyson), e appare più volte come guest star in serie televisive, fra cui Smallville, nei panni del dottor Steven Hamilton, e Law & Order. Di rilievo anche la sua parte in Eureka in cui interpreta il dr. Henry Deacon.

## Filmografia

### Attore

#### Cinema
- Between the Lines, regia di Joan Micklin Silver (1977)
- ...e giustizia per tutti (...And Justice for All), regia di Norman Jewison (1979)
- L'ora che uccide (The Clairvoyant/The Killing Hour), regia di Armand Mastroianni (1982)
- La Pantera Rosa - Il mistero Clouseau (Curse of the Pink Panther), regia di Blake Edwards (1983)
- Fratello di un altro pianeta (The Brother from Another Planet), regia di John Sayles (1984)
- Stati di alterazione progressiva (Trouble in Mind), regia di Alan Rudolph (1985)
- Mississippi Adventure (Crossroads), regia di Walter Hill (1986)
- Extralunati (Stranded), regia di Fleming B. Fuller (1987)
- Zelly ed io (Zelly and Me), regia di Tina Rathborne (1988)
- Diritto d'amare (The Good Mother), regia di Leonard Nimoy (1988)
- Tap - Sulle strade di Broadway (Tap), regia di Nick Castle (1989)
- The Good Policeman, regia di Peter Werner (1991)
- The Lost Platoon, regia di David A. Prior (1991)
- Terminator 2 - Il giorno del giudizio (Terminator 2: Judgment Day), regia di James Cameron (1991)
- La città della speranza (City of Hope), regia di John Sayles (1991)
- Uomini e topi (Of Mice and Men), regia di Gary Sinise (1992)
- Amore per sempre (Forever Young), regia di Steve Miner (1992)
- The Inkwell, regia di Matty Rich (1994)
- Speed, regia di Jan de Bont (1994)
- The Walking Dead, regia di Preston A. Whitmore II (1995)
- Decisione critica (Executive Decision), regia di Stuart Baird (1996)
- Stella solitaria (Lone Star), regia di John Sayles (1996)
- The Pest, regia di Paul Miller (1997)
- Speed 2 - Senza limiti (Speed 2: Cruise Control), regia di Jan de Bont (1997)
- Trouble on the Corner, regia di Alan Madison (1997)
- Blues Brothers: Il mito continua (Blues Brothers 2000), regia di John Landis (1998)
- L'allievo (Apt Pupil), regia di Bryan Singer (1998)
- When It Clicks, regia di Joanna Cappuccilli Lovetti – cortometraggio (1998)
- The Astronaut's Wife - La moglie dell'astronauta (The Astronaut's Wife), regia di Rand Ravich (1999)
- Le verità nascoste (What Lies Beneath), regia di Robert Zemeckis (2000)
- Bounce, regia di Don Roos (2000)
- Alì, regia di Michael Mann (2001)
- Il segno della libellula - Dragonfly (Dragonfly), regia di Tom Shadyac (2002)
- Thoughtcrimes - Nella mente del crimine (Thoughtcrimes), regia di Breck Eisner (2003)
- Crossing, regia di Riccardo Costa – cortometraggio (2003)
- Paycheck, regia di John Woo (2003)
- Breaking Dawn, regia di Mark Edwin Robinson (2004)
- Back in the Day, regia di James Hunter (2005)
- Stealth - Arma suprema (Stealth), regia di Rob Cohen (2005)
- Lenny the Wonder Dog, regia di Oren Goldman e Stav Ozdoba (2005)
- Una voce nella notte (The Night Listener), regia di Patrick Stettner (2006)
- Badland, regia di Francesco Lucente (2007)
- Wherever You Are, regia di Rob Margolies (2008)
- Batman v Superman: Dawn of Justice, regia di Zack Snyder (2016)
- Justice League, regia di Zack Snyder (2017)
- Godzilla II - King of the Monsters (Godzilla: King of the Monsters), regia di Michael Dougherty (2019)
- Zack Snyder's Justice League, regia di Zack Snyder (2021)

#### Televisione
- Missione impossibile (Mission: Impossible) – serie TV, episodio 5x10 (1970)
- Aspettando il domani (Search for Tomorrow) – soap opera, 212 puntate (1973-1974)
- Feeling Good – serie TV (1974)
- Sanford and Son – serie TV, episodio 4x25 (1975)
- Grady – serie TV, 10 episodi (1975-1976)
- M*A*S*H – serie TV, episodio 4x17 (1976)
- What's Happening!! – serie TV, episodio 1x02 (1976)
- Watch Your Mouth – serie TV, 26 episodi (1978)
- Lawman Without a Gun, regia di Jerrold Freedman – film TV (1979)
- Death Penalty, regia di Waris Hussein – film TV (1980)
- We're Fighting Back, regia di Lou Antonio – film TV (1981)
- American Playhouse – serie TV, episodio 2x05 (1983)
- Destini (Another World) – soap opera, 6 puntate (1983-1984)
- Miami Vice – serie TV, episodio 1x18 (1985)
- Casalingo Superpiù (Who's the Boss?) – serie TV, episodio 3x04 (1986)
- Un giustiziere a New York (The Equalizer) – serie TV, 4 episodi (1987-1989)
- Terrorist on Trial: The United States vs. Salim Ajami, regia di Jeff Bleckner – film TV (1988)
- Alone in the Neon Jungle, regia di Georg Stanford Brown – film TV (1988)
- Una poliziotta sotto pressione (Police Story: Burnout), regia di Michael Switzer – film TV (1988)
- Un uomo chiamato Falco (A Man Called Hawk) – serie TV, episodio 1x07 (1989)
- Delitto a Howard Beach (Howard Beach: Making a Case for Murder), regia di Dick Lowry – film TV (1989)
- Challenger - Lo shuttle della morte (Challenger), regia di Glenn Jordan – film TV (1990)
- E giustizia per tutti (Equal Justice) – serie TV, 26 episodi (1990-1991)
- Una sporca eredità (Legacy of Lies), regia di Bradford May – film TV (1992)
- Tutti al college (A Different World) – serie TV, 7 episodi (1992)
- Law & Order - I due volti della giustizia (Law & Order) – serie TV, 5 episodi (1992-2005)
- TriBeCa – serie TV, 7 episodi (1993)
- Homicide (Homicide: Life on the Street) – serie TV, episodio 3x04-3x05 (1994)
- New York Undercover – serie TV, episodio 1x12 (1994)
- In the Shadow of Evil, regia di Daniel Sackheim – film TV (1995)
- Under One Roof – serie TV, 6 episodi (1995)
- New York News – serie TV, 1 episodio (1995)
- Il tocco di un angelo (Touched by an Angel) – serie TV, episodi 2x16-8x20 (1996-2002)
- Jack Reed: Death and Vengeance, regia di Brian Dennehy – film TV (1996)
- Il colore del sangue (Miss Evers' Boys), regia di Joseph Sargent – film TV (1997)
- Prince Street – serie TV, 6 episodi (1997-2000)
- Mercy Point – serie TV, 8 episodi (1998-1999)
- Mutiny, regia di Kevin Hooks – film TV (1999)
- Y2K, regia di Dick Lowry – film TV (1999)
- The American Experience – serie TV, 9 episodi (1999-2008)
- Ali: An American Hero, regia di Leon Ichaso – film TV (2000)
- X-Files (The X-Files ) – serie TV, episodio 6x08 (2000)
- Smallville – serie TV, 4 episodi, (2001-2002)
- The Practice - Professione avvocati (The Practice) – serie TV, episodio 6x17 (2002)
- The Fritz Pollard Story, regia di John Moffet – film TV (2002)
- La valle dei pini (All My Children) – serie TV, puntata 1x8387 (2002)
- Jasper, Texas - La città dell'odio (Jasper, Texas), regia di Jeffrey W. Byrd – film TV (2003)
- Law & Order - Unità vittime speciali (Law & Order: Special Victims Unit) – serie TV, episodio 4x23 (2003)
- Whoopi – serie TV, episodio 1x22 (2004)
- The Jury – serie TV, episodio 1x05 (2004)
- Gone But Not Forgotten, regia di Armand Mastroianni – film TV (2005)
- Dr. House - Medical Division (House, M.D.) – serie TV, episodio 1x17 (2005)
- JAG - Avvocati in divisa (JAG) – serie TV, episodio 10x20 (2005)
- CSI: NY – serie TV, episodi 1x20-1x21 (2005)
- E-Ring – serie TV, 9 episodi (2005-2006)
- Eureka: Hide and Seek – serie TV, episodio 1x05 (2006)
- Eureka – serie TV, 76 episodi (2006-2012)
- Numb3rs – serie TV, episodio 4x09 (2007)
- Boston Legal – serie TV, episodio 4x18 (2008)
- Warehouse 13 – serie TV, episodio 1x09 (2009)
- The Good Wife – serie TV, 11 episodi (2009-2011)
- Coma, regia di Mikael Salomon – miniserie TV (2012)
- Scandal – serie TV, 77 episodi (2013-2018)
- Proof – serie TV, 10 episodi (2015)
- Il mostro di Cleveland (Cleveland Abduction), regia di Alex Kalymnios – film TV (2015)
- God Friended Me – serie TV, 30 episodi (2018-2020)
- The Politician – serie TV, episodio 1x08 (2019)

### Produttore
- Mitchellville, regia di John D. Harkrider – film TV (2004) – produttore esecutivo
- Breaking Dawn, regia di Mark Edwin Robinson (2004) – produttore associato

### Regista
- Tribeca – serie TV, episodio 1x06 (1993)
- Sunday on the Rocks (2004)

### Colonna sonora
- Fratello di un altro pianeta (The Brother from Another Planet), regia di John Sayles (1984)
- Blues Brothers: Il mito continua (Blues Brothers 2000), regia di John Landis (1998)

## Doppiatori italiani
Nelle versioni in italiano delle opere in cui ha recitato, Joe Morton è stato doppiato da:
- Roberto Draghetti in Breaking Dawn, Smallville (st. 1), Numb3rs, Paycheck, Batman v Superman: Dawn of Justice, Eureka, Justice League
- Stefano Mondini in Diritto d'amare, È giustizia per tutti, E-Ring, Warehouse 13, White Collar
- Paolo Marchese in X-Files, Proof, All the Way, Zack Snyder's Justice League
- Diego Reggente in Stella solitaria, Law & Order - Unità vittime speciali, CSI: NY
- Nino Prester ne Il segno della libellula - Dragonfly, Dr. House - Medical Division, Il mostro di Cleveland
- Massimo Corvo in Smallville (ep. 2x03), Law & Order - I due volti della giustizia (ep. 11x06), Godzilla II: King of the Monsters
- Alessandro Rossi in Le verità nascoste, Un'estate da ricordare
- Roberto Pedicini in Blues Brothers: Il mito continua, Stealth - Arma suprema
- Rodolfo Bianchi in Speed, Speed 2 - Senza limiti
- Luca Biagini in The Astronaut's Wife - La moglie dell'astronauta, Brothers & Sisters
- Ennio Coltorti in Law & Order - I due volti della giustizia (ep. 10x24), Bounce
- Franco Zucca in American Gangster, God Friended Me
- Stefano De Sando in The Good Wife, Our Kind of People
- Piero Tiberi in Law & Order - I due volti della giustizia (ep. 3x02)
- Eugenio Marinelli in Uomini e topi
- Luca Ward in Decisione critica
- Angelo Nicotra in L'allievo
- Marco Mete in Tap - Sulle strade di Broadway
- Giampaolo Saccarola in Destini (Gil Fenton)
- Pino Ammendola in Destini (Dr. Abel Marsh)
- Francesco Pannofino in Terminator 2 - Il giorno del giudizio
- Stefano Benassi in Alì
- Franco Mannella in Una voce nella notte
- Davide Marzi in La linea
- Paolo Poiret in ... e giustizia per tutti
- Teo Bellia in Boston Legal
- Mario Cordova in Amore per sempre
- Mario Brusa in Scandal
- Paolo Buglioni in The Politician